# Tarnawa Niżna
Tarnawa Niżna – wieś w Polsce położona w województwie podkarpackim, w powiecie bieszczadzkim, w gminie Lutowiska. Leży nad rzeką San.

## Historia
W latach 30. XIX w. dobra posiadał Stanisław Kieszkowski. W połowie XIX w. właścicielami posiadłości tabularnej Tarnawa Niżna i Tarnawa Wyżna byli Walerian i Henryk Kieszkowski.
Do 1934 odrębna gmina jednostkowa, a w latach 1934–1945 gromada w zbiorowej gminie Tarnawa Niżna, należącej do powiatu turczańskiego w woj. lwowskim (do 1931 woj. stanisławowskie). W latach 1945–1951 w obrębie powiatu leskiego w woj. rzeszowskim, w 1952–1972 powiatu ustrzyckiego, a w 1972–1975 powiatu bieszczadzkiego w tymże województwie, 1952–1954 i od 1973 w gminie Lutowiska (Szewczenko)). W latach 1975–1998 miejscowość administracyjnie należała do województwa krośnieńskiego.
Do 1939 we wsi znajdował się dwór, którego właścicielem był Franciszek Ławrowski.
W latach 1944–1945 nacjonaliści ukraińscy z OUN-UPA zamordowali tutaj 30 Polaków, grabiąc i paląc ich gospodarstwa.
We wsi znajduje się kościół filialny Serca Jezusowego parafii św. Anny w Ustrzykach Górnych.

## Demografia
- 1880 Tarnawę Niżną zamieszkiwało 599 osób (w 106 domach mieszkalnych):
  - 456 wyznania greckokatolickiego
  - 106 wyznania rzymskokatolickiego[11]
- 1921 – 877 osób (w 142 domach mieszkalnych):
  - 583 wyznania greckokatolickiego
  - 115 wyznania mojżeszowego
  - 176 wyznania rzymskokatolickiego
- 1991 – 35 osób
- 2004 – 40 osób
- 2011 – 41 osób[12][13]
- 2021 – 47 osób[2]

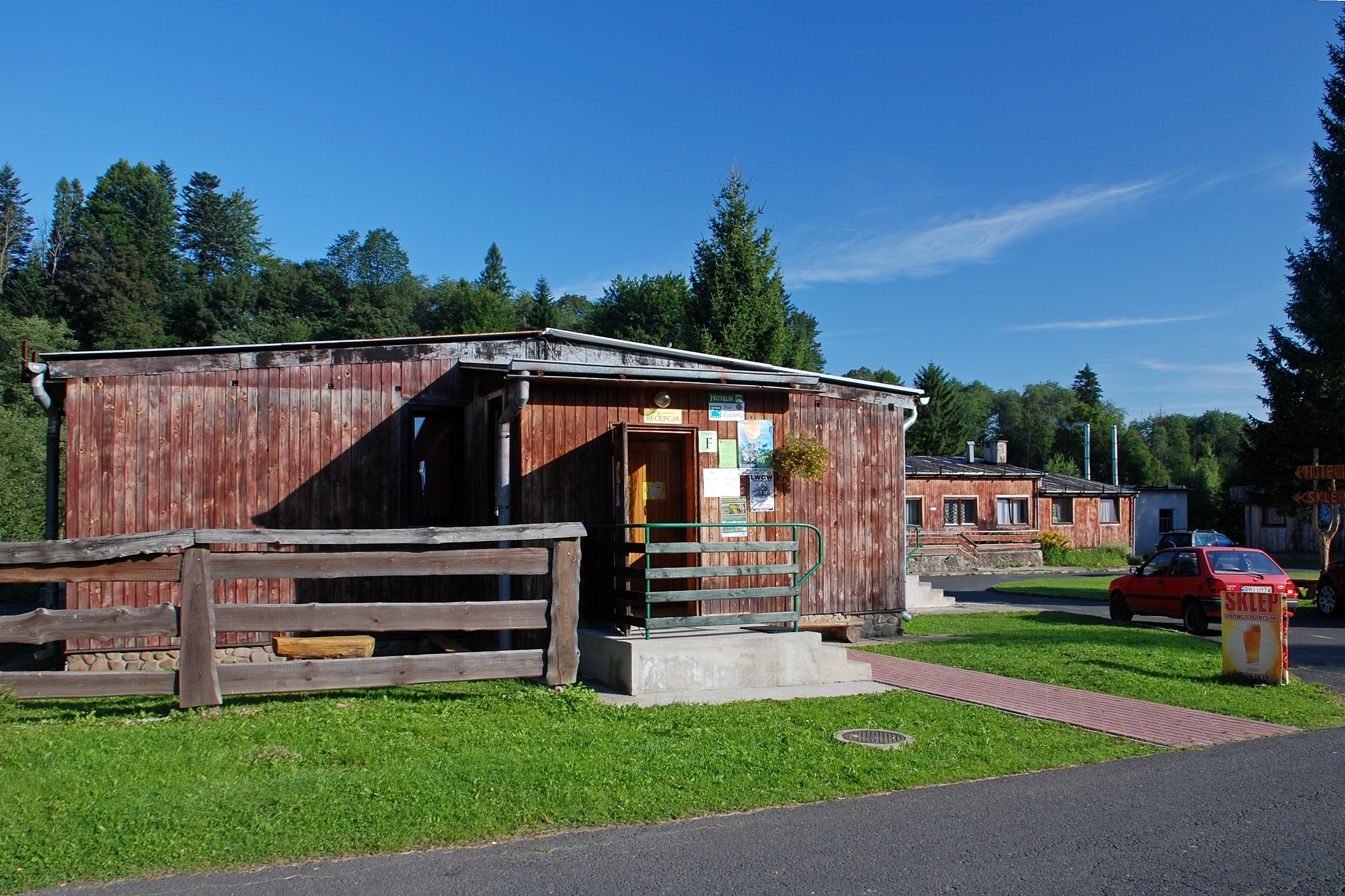
Hotelik
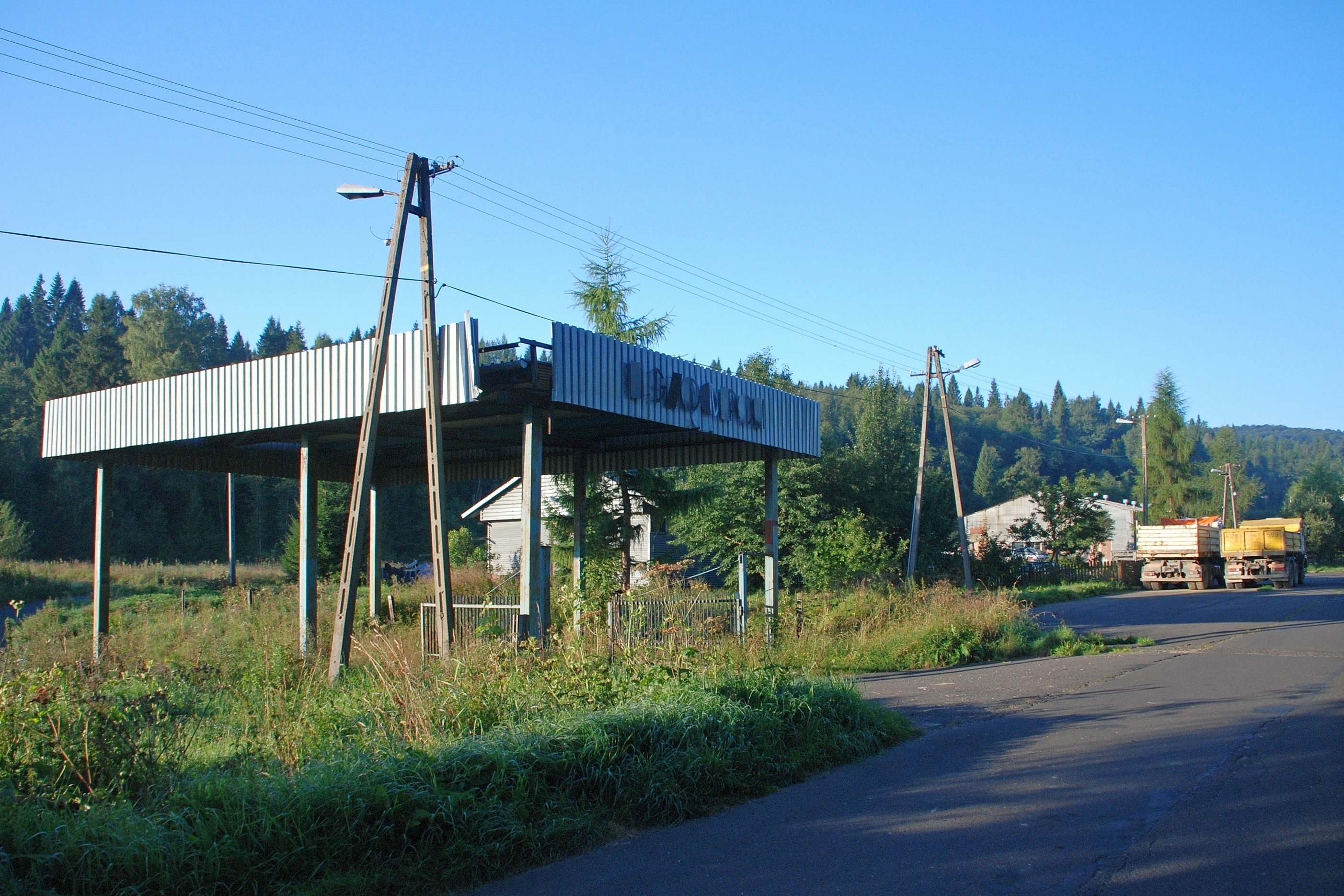
Pozostałości  gospodarującego tu  pod koniec XX w. Igloopolu
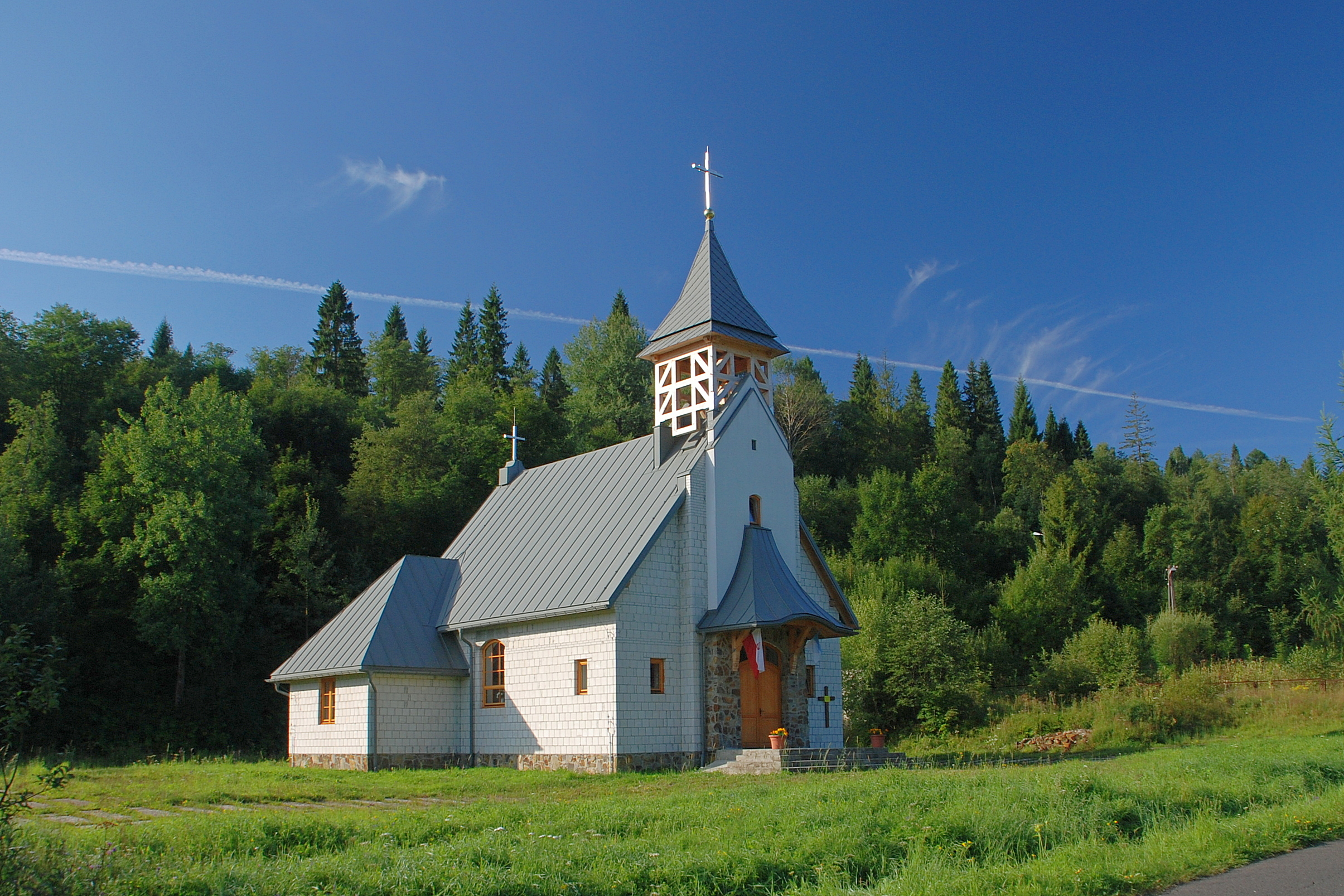
Kościół filialny